# Sagae

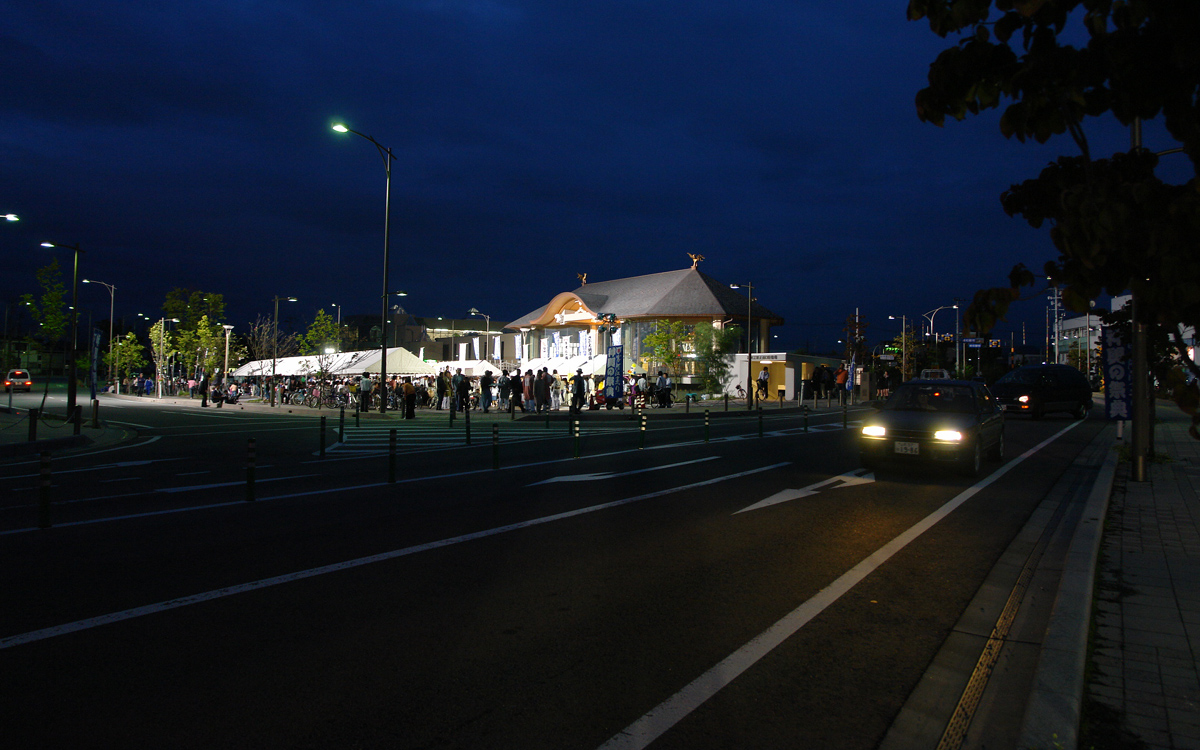
Järnvägsstation i Sagae.

Sagae (japanska: 寒河江市?, Sagae-shi) är en stad i den japanska prefekturen Yamagata på den norra delen av ön Honshu. Den är belägen vid Mogamifloden. Sagae fick stadsrättigheter 1 augusti 1954.